# Noi siamo il club
Noi siamo il club è il sesto album in studio del gruppo musicale italiano Club Dogo, pubblicato il 5 giugno 2012 dalla Universal Music Group.

## Descrizione
Noi siamo il club è stato anticipato dai singoli Cattivi esempi, pubblicato il 24 aprile, Chissenefrega (in discoteca), pubblicato il 6 maggio, e dall'omonimo Noi siamo il club, pubblicato il 22 maggio, e contiene numerose collaborazioni con artisti rap italiani e non, come ad esempio la partecipazione dello scrittore Carlo Lucarelli in Meno felici ma più furbi o quella dei Datura in Erba del diavolo.
L'album ha debuttato al primo posto della classifica italiana degli album ed è stato certificato disco d'oro per le oltre 30 000 copie vendute. Successivamente, nel marzo 2013, l'album è stato certificato disco di platino per le oltre 60 000 copie vendute.
Nella reloaded edition dell'album è presente la loro versione della canzone degli 883 Con un deca, cantata in duetto con lo stesso Max Pezzali.

## Promozione
Noi siamo il club è stato pubblicato inizialmente in versione standard e deluxe. Quest'ultima contiene remix di alcuni brani dell'album, due brani eseguiti dal vivo a Firenze nel giorno di uscita dell'album e i quattro brani originariamente pubblicati nell'EP Un giorno da cani.
Il 27 novembre 2012 è stata pubblicata una riedizione dell'album, denominata Noi siamo il Club (Reloaded Edition). Questa versione, oltre a presentare una copertina differente, contiene anche alcuni brani inediti e remix e un DVD che racchiude tutti i videoclip estratti dall'album fino al quel periodo.

## Tracce
1. Meno felici ma più furbi (feat. Carlo Lucarelli) – 0:31
2. Cattivi esempi – 3:36
3. Chissenefrega (in discoteca) – 3:16
4. Noi siamo il club (feat. Marracash) – 3:58
5. Niente è impossibile (feat. Zuli) – 3:41
6. Erba del diavolo (feat. Datura) – 3:48
7. Ciao ciao – 3:21
8. Ragazzo della piazza (feat. Ensi) – 4:55
9. Sangue blu (feat. J-Ax) – 3:54
10. P.E.S. (feat. Giuliano Palma) – 3:48
11. Tutto ciò che ho (feat. Il Cile) – 3:39
12. Se non mi trovi (feat. Emiliano Pepe) – 3:02
13. Collassato – 4:11
14. La fine del mondo (feat. Power Francers) – 3:08
15. Se tu fossi me – 4:02

Traccia bonus nell'edizione di iTunes
1. Chissenefrega (in discoteca) (2nd Roof Remix) – 3:19

CD bonus presente nell'edizione deluxe
1. Chissenefrega (in discoteca) (Live from Firenze)
2. Medley 2012 (Brucia ancora/D.D.D./Spacco tutto) (Live from Firenze)
3. Lontano dallo stress (feat. Vacca & Zuli)
4. Cattivi esempi (The Strangers RMX)
5. La fine del mondo (feat. Power Francers – C.O.C.C.O. RMX)
6. Ragazzo della piazza (feat. Ensi – Denoizerz RMX)
7. In mezzo al banco
8. Scopa, bocce & scala
9. Quel bikini
10. Zona di comfort
11. Chissenefrega (In discoteca) (A Cappella)

### Noi siamo il Club - Reloaded Edition
- CD

1. Meno felici ma più furbi (feat. Carlo Lucarelli) – 0:31
2. Cattivi esempi – 3:36
3. Chissenefrega (in discoteca) – 3:16
4. Noi siamo il club (feat. Marracash) – 3:58
5. Niente è impossibile (feat. Zuli) – 3:41
6. Erba del diavolo (feat. Datura & Max Pezzali) – 3:50
7. Ciao ciao (feat. Emis Killa) – 4:29
8. Ragazzo della piazza (feat. Ensi) – 4:56
9. Sangue blu (feat. J-Ax) – 3:55
10. P.E.S. (feat. Giuliano Palma) – 3:48
11. Tutto ciò che ho (feat. Il Cile – New Version) – 3:39
12. Se non mi trovi (feat. Emiliano Pepe) – 3:02
13. Collassato – 4:11
14. La fine del mondo (feat. Power Francers) – 3:09
15. Se tu fossi me – 4:02
16. Minchia boh (Colonna sonora "I 2 soliti idioti") – 3:29
17. Con un deca (Max Pezzali feat. Club Dogo) – 4:45
18. P.E.S. (feat. Giuliano Palma) (Simon de Jano Remix) – 3:53
19. Chissenefrega (in discoteca) (Remix) – 3:17 – presente solo nell'edizione di iTunes[7]

- DVD

1. Cattivi esempi (Videoclip) – 5:08
2. Chissenefrega (in discoteca) (Videoclip) – 4:03
3. Noi siamo il club (feat. Marracash) (Videoclip) – 4:00
4. Erba del diavolo (feat. Datura) (Videoclip) – 3:52
5. Ciao ciao (Videoclip) – 3:22 – assente nell'edizione di iTunes
6. Ragazzo della piazza (feat. Ensi) (Videoclip) – 6:29 – assente nell'edizione di iTunes
7. P.E.S. (feat. Giuliano Palma) (Videoclip) – 4:29
8. Tutto ciò che ho (feat. Il Cile) (Videoclip) – 3:53
9. Collassato (Videoclip) – 4:40 – assente nella versione di iTunes
10. Se tu fossi me (Videoclip) – 4:06
11. Club Dogo TV – assente nella versione di iTunes

## Formazione
- Gué Pequeno – rapping, voce
- Jake La Furia – rapping, voce
- Don Joe – campionatore, programmazione, voce, produzione

## Classifiche
| Classifica (2012) | Posizione massima |
| ----------------- | ----------------- |
| Italia            | 1                 |